# Junko Onishi
Junko Onishi (Japón, 18 de octubre de 1974) es una nadadora japonesa retirada especializada en pruebas de estilo mariposa, donde consiguió ser medallista de bronce olímpica en 2000 en los 4 x 100 metros estilos.

## Carrera deportiva
En los Juegos Olímpicos de Sídney 2000 ganó la medalla de bronce en los relevos de 4 x 100 metros estilos (nadando el largo de espalda), con un tiempo de 4:04.16 segundos que fue récord de Japón, tras Estados Unidos (oro) y Australia (plata).